# Мечёв, Сергей Алексеевич
Серге́й (Сергий) Алексе́евич Мечёв (17 сентября (30 сентября) 1892, Москва — 6 января 1942, Ярославль)— протоиерей, святой Русской православной церкви. Причислен к лику священномучеников в 2000 году. Сын святого Алексия Мечёва.

## Биография
Был четвёртым ребёнком в семье протоиерея Алексия Мечёва (с 1893 года — настоятеля церкви Святителя Николая в Клённиках). Мать — Анна Петровна (умерла в 1902 году). Супруга — Евфросиния Николаевна Шафоростова (1890—1959), происходила из купеческой семьи, училась на  Высших женских курсах, работала сестрой милосердия во втором подвижном лазарете Красного Креста Московского купеческого и биржевого общества — там будущие супруги и познакомились. 
Окончил 3-ю Московскую гимназию с серебряной медалью (1910), учился на медицинском факультете Московского университета, окончил историко-филологический факультет Московского университета. Изучал древнерусскую литературу под руководством академика Михаила Сперанского, называвшего Сергея Мечёва одним из лучших своих учеников. В 1913 году посетил Италию и Швейцарию, знакомился с классическими образцами западноевропейского искусства. Был знатоком русской иконы. Ещё в университете интересовался проблемами духовничества — его истории и практики.
В 1914—1916 годах добровольно служил санитаром и братом милосердия в прифронтовой зоне во втором подвижном лазарете Красного Креста Московского купеческого и биржевого общества. В 1917 году недолго служил на фронте вольноопределяющимся.
В 1918 году участвовал в работе делегации Высшего церковного управления (ВЦУ) для защиты пред правительством имущественных и иных прав Православной церкви. В этот период познакомился с патриархом Тихоном. Недолго работал в Народном комиссариате просвещения.
Весной 1919 года рукоположён во диакона, 17 апреля того же года — во иерея (епископом Феодором (Поздеевским)). В 1919—1929 годах служил в храме Святителя Николая в Клённиках на Маросейке. Вместе с отцом проводил религиозные беседы в храме и на частных квартирах прихожан. Был ярким проповедником, прекрасно знал творения Святых Отцов.
В 1923 году, после смерти отца, стал настоятелем храма и главой маросейской общины, в которую входили многие представители гуманитарной интеллигенции. Принял настоятельство по благословению оптинского старца Нектария. В том же году недолго находился в тюрьме за непризнание обновленческого движения.

При нём в маросейской общине получило развитие движение духовных семей — групп членов общины, которые часто встречались, вместе читали святоотеческую литературу и молились. Участники «семей» помогали друг другу в период гонений на церковь. Пользовался большой любовью прихожан, которые оставили о нём воспоминания: 
«Служба, совершаемая отцом Сергием, была исключительной. Голос его пел, и в этом пении изливалась его душа перед Богом. Хор следовал за ним в воодушевленной молитве. Души молящихся присоединялись к хору, и общая молитва восходила к небу, как светлый столп».

Его ближайшими соратниками были Борис Холчев (ставший диаконом, а затем священником в храме Святителя Николая) и Сергей Никитин, председатель приходского совета, в 1930-х годах тайный священник, с 1960 года — епископ Стефан.
В 1927 году отказался поддержать «Декларацию…» митрополита Сергия (Страгородского), призывавшую к полной лояльности советской власти; примкнул к течению так называемых «непоминающих».
29 октября 1929 года арестован вместе с двумя другими священниками и несколькими прихожанами храма на Маросейке. Обвинён в создании антисоветской группы, выслан в Северный край. Ссылку отбывал в Архангельске и Кадникове. В ссылке вёл переписку и встречался с приезжавшими к нему духовными детьми.
13 декабря 1931 года указом Синода весь причт и приход церкви Святителя Николая в Клённиках был «отлучён от православной церкви и запрещён в священнослужении» за отказ исполнять указ патриархии № 549 от 8/21 октября 1927 года о поминовении властей за богослужением.
В 1932 году была арестована его жена и получила три года ссылки с «минусом 12», то есть запретом на проживание в 12 крупных городах страны. Ссылку Евфросиния Николаевна должна была отбывать на Урале, но по ходатайству духовных чад отца Сергия через Красный Крест удалось добиться разрешения жить в Кадникове.  Опекуном четырех детей Мечёвых стал ее брат — Глеб Николаевич Шафоростов.
7 марта 1933 года С.Мечев арестован в ссылке по обвинению в антисоветской агитации, заключён в вологодскую тюрьму. 1 июля того же года приговорён к пяти годам лишения свободы, в лагере в основном работал на разгрузке леса на лесопильном заводе, недолго был фельдшером.
Летом 1937 года освобождён за «ударный труд». Жил нелегально на станции Сходня Московской области, затем работал в поликлинике города Калинина (ныне Тверь), жил недалеко от города. Продолжал поддерживать контакт со своими духовными детьми, в 1938 году пригласил епископа Мануила (Лемешевского) для тайного рукоположения нескольких из них в священники. Согласно документам следствия, в 1939 году епископ Мануил после своего ареста дал показания, назвав имена членов общины. Почитатели митрополита Мануила объявили эти данные «недостоверными», однако они стали препятствием для канонизации этого архиерея.
Был вынужден покинуть Калининскую область, продолжил «катакомбную» деятельность. В начале 1940 года переехал в Рыбинск, где работал фельдшером в поликлинике, затем жил в деревне Мишаки под городом Тутаевом. Каждый день тайно служил литургию.
После начала войны, 7 июля 1941 года, был арестован и заключён в Ярославскую тюрьму. Обвинён в том, что «ведёт работу по созданию подпольных т. н. „катакомбных церквей“, насаждает тайное монашество по типу иезуитских орденов и на этой основе организует антисоветские элементы для активной борьбы с Советской властью».
Приговорён к расстрелу военным трибуналом войск НКВД Ярославской области 22 ноября 1941 года. Расстрелян 6 января 1942 года. Погребён в безвестной общей могиле.

## Канонизация и почитание
В августе 2000 года Юбилейный Архиерейский собор Русской православной церкви прославил его в сонме новомучеников и исповедников Российских. Тогда же был канонизирован его отец московский протоиерей Алексий Мечёв. Они особо почитаются в храме Николая Чудотворца в Клённиках, где есть придел во имя святого праведного Алексия и священномученика Сергия Мечёвых.

## Дети
- Ирина Сергеевна Мечёва (1920—2006), врач. Во время Великой Отечественной войны работала в эвакогоспитале, одновременно обучаясь в ординатуре. В 1953 году она защитила кандидатскую диссертацию.
- Алексей Сергеевич Мечёв (1921—1988). Во время Великой Отечественной войны попал в плен, а в 1944 году получил 10 лет заключения в советском лагере,срок отбывал под Соликамском, а за полгода до освобождения был переведен в «шарашку» — закрытое КБ. После освобождения жил в Прилуках. Инженер, ведущий специалист по конструированию пожарных машин, в 1971 году защитил кандидатскую диссертацию. Его дочери: Елена (окончила Московский авиационнотехнологический институт, проживает в Канаде) и Ирина (фармацевт, окончила Первый Московский медицинский институт, живет в Москве, прихожанка храма Святителя Николая в Клённиках).
- Елизавета Сергеевна Мечёва (1923—1996), окончила медицинские курсы, на склоне лет она жила в доме причта при храме Святителя Николая в Клённиках. Автор воспоминаний.
- Анна Сергеевна Мечёва (в замуж. Крупянская; 1925—2004). В ее семье родились дочь и два сына.